# KMFDM
KMFDM ist eine Industrial-Metal-Gruppe, die auf Initiative von Sascha Konietzko und Udo Sturm aus der multinationalen Kunstgruppe „Erste Hilfe“ hervorging. KMFDM ist das Akronym für „Kein Mehrheit für die Mitleid“ (sic!). Seit Bestehen des Projekts wirkten Musiker aus verschiedenen Ländern, u. a. aus Deutschland, Großbritannien, Schweden und den USA, mit. Der Sänger und Frontmann Sascha Konietzko stammt aus Hamburg, weswegen einige Albumtitel, Musiktitel und Liedtexte teilweise oder ganz auf Deutsch verfasst sind. Markenzeichen der Band sind zumeist Albentitel aus fünf (Schrift)-Zeichen sowie das Einflechten des Bandnamens in die Liedtexte.

## Bandgeschichte

### Gründung
KMFDM wurde zum 29. Februar 1984 im Rahmen der Eröffnung einer Ausstellung junger europäischer Kunstschaffender im Grand Palais von Paris gegründet. Zunächst vervollständigten der Engländer Raymond „Pig“ Watts und En Esch (Klaus Schandelmaier) am Schlagzeug die Besetzung. KMFDM nahm mit verschiedenen Gastmusikern wie Bill Rieflin und Nivek Ogre von Skinny Puppy oder Nina Hagen einige Stücke auf und ging zum Teil mit diesen Künstlern auf Tour.
KMFDM verließ nach dem ersten, nicht veröffentlichten Album Opium den musikalischen „Hamburger Underground“. Mit dem wachsenden Erfolg US-amerikanischer Industrial-Metal-/Industrial-Rock-Bands zu Ende der 1980er Jahre, allen voran Ministry, erlangte auch KMFDM einen wachsenden Bekanntheitsgrad. Zuerst unterschrieb die Band beim Label Wax Trax in Chicago. Es folgten Auftritte im Vorprogramm von Ministry. Sascha Konietzko beschloss Anfang 1991, KMFDM in die USA, nach Chicago zu verlegen. Es folgte die erste Tour als Headliner in den Vereinigten Staaten mit dem Album Money.
Als die Band das erste Mal durch die USA tourte, gab man Journalisten, die kein Deutsch konnten, verschiedene englische Wortbedeutungen für KMFDM, z. B. Kill Mother Fucking Depeche Mode, Kidnap Madonna For Drug Money und Kylie Minogue Fans Don’t Masturbate.
Nach dem Bankrott von Wax Trax zog Sascha Konietzko nach Seattle, En Esch übersiedelte nach New Orleans. In Seattle entstanden das Album Xtort und das mit fünf Symbolen aus der Comic-Formensprache (Explosions-Ausstrahlung, Totenkopf, Bombe, Kringel, Faust), betitelte, entweder als „EMOJI“ oder als „Symbols“ zitierte Album. Auf beiden brachten eine Reihe von Gastmusikern ihre Beiträge ein.
Am 22. Januar 1999 löste sich KMFDM auf und veröffentlichte mit Adios das bis dato letzte Album. En Esch gründete zusammen mit Guenter Schulz ein neues Projekt unter dem Namen Slick Idiot, während Sascha Konietzko 2000 zusammen mit Tim Skold (ex-Shotgun Messiah) und der Ex-Drill-Sängerin Lucia Cifarelli MDFMK begründete und in dieser Besetzung ein Album auf Republic Records veröffentlichte.
Als KMFDM 2002 wiederbelebt wurde, war Mark Durante der Gitarrist der Band, aber er entschied sich dagegen, wieder einzusteigen. Jules Hodgson wurde als Gitarrist ausgewählt – er war Teil von Raymond Watts’ Projekt PIG. Hodgson blieb bis 2016 in der Band und war im Jahr 2022 noch einmal auf dem Album Hyëna zu hören.

### Besetzung ab 2002
2002 reformierte Sascha Konietzko KMFDM mit folgender Besetzung:
- Sascha Konietzko
- Lucia Cifarelli
- Tim Skold, der im selben Jahr zu Marilyn Manson wechselte
- Raymond Watts
- Dorona Alberti
- Bill Rieflin, ab 2003 Schlagzeuger bei R.E.M.
- Jules Hodgson

Live-Besetzung seit 2002:
- Sascha Konietzko: Gesang, Synthesizer
- Lucia Cifarelli: Gesang, Synthesizer
- Andy Selway: Schlagzeug
- Jules Hodgson: Gitarre
- Steve White: Gitarre

## Diskografie

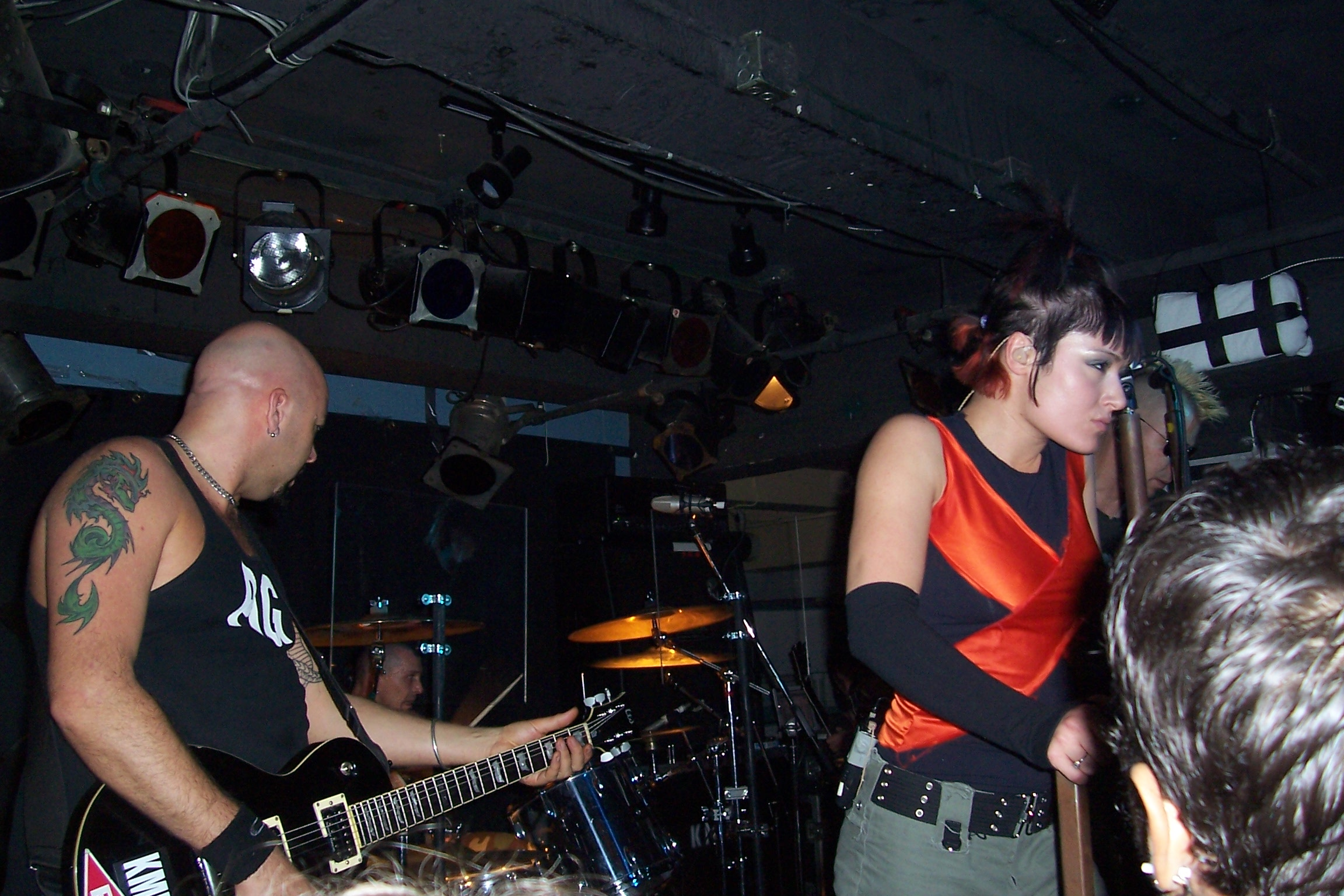
KMFDM bei einem Konzert in Halifax 2005

### Studioalben
| Jahr | Titel                          | Anmerkungen                                    |
| ---- | ------------------------------ | ---------------------------------------------- |
| 1984 | Opium                          | Wiederveröffentlichung 2002                    |
| 1986 | What Do You Know, Deutschland? | digital remasterte Wiederveröffentlichung 2006 |
| 1988 | Don’t Blow Your Top            | digital remasterte Wiederveröffentlichung 2006 |
| 1989 | UAIOE                          | digital remasterte Wiederveröffentlichung 2006 |
| 1990 | Naïve                          | digital remasterte Wiederveröffentlichung 2006 |
| 1992 | Money                          | digital remasterte Wiederveröffentlichung 2006 |
| 1993 | Angst                          | digital remasterte Wiederveröffentlichung 2006 |
| 1995 | Nihil                          | digital remasterte Wiederveröffentlichung 2007 |
| 1996 | Xtort                          | digital remasterte Wiederveröffentlichung 2007 |
| 1997 | Symbols                        | digital remasterte Wiederveröffentlichung 2007 |
| 1999 | Adios                          | digital remasterte Wiederveröffentlichung 2007 |
| 2002 | Attak                          |                                                |
| 2003 | WWIII                          |                                                |
| 2005 | Hau Ruck                       |                                                |
| 2007 | Tohuvabohu                     |                                                |
| 2009 | Blitz                          |                                                |
| 2011 | WTF?!                          |                                                |
| 2013 | Kunst                          |                                                |
| 2014 | Our Time Will Come             |                                                |
| 2016 | Rocks (Milestones Reloaded)    |                                                |
| 2017 | Hell Yeah                      |                                                |
| 2019 | Paradise                       |                                                |
| 2022 | Hyena                          |                                                |
| 2024 | Let go                         |                                                |
| 2025 | Hau Ruck 2025                  |                                                |

### Livealben, Kompilationen und Remixes
| Jahr | Titel                   | Anmerkungen                                                                                             |
| ---- | ----------------------- | --- |
| 1995 | Year of the Pig         | |
| 1998 | Retяo                   | Zusammenstellung der populäreren Musik der Band von 1986 bis 1996                                       |
|      |                         | |
| 1998 | Agogo                   | |
| 2002 | Sturm & Drang Tour 2002 | Livealbum                                                                                               |
| 2003 | WWIII Live 2003         | Livealbum                                                                                               |
| 2004 | 84–86                   | Zusammenstellung bearbeiteter und unveröffentlichter Tracks, die zwischen 1984 und 1986 entstanden sind |
| 2008 | Extra, Volume 1–3       | Drei je zwei CDs umfassende Kompilationen mit Remix- und bislang unveröffentlichtem Material            |
| 2008 | Brimborium              | Remix-Material zu Hau Ruck und Tohuvabohu                                                               |
| 2010 | Krieg                   | Remix-Material zu Blitz                                                                                 |
| 2010 | Würst / Greatest Shit   | Best-of-Kompilation                                                                                     |
| 2018 | Live in the USSA        | Livealbum                                                                                               |

### Singles und EPs

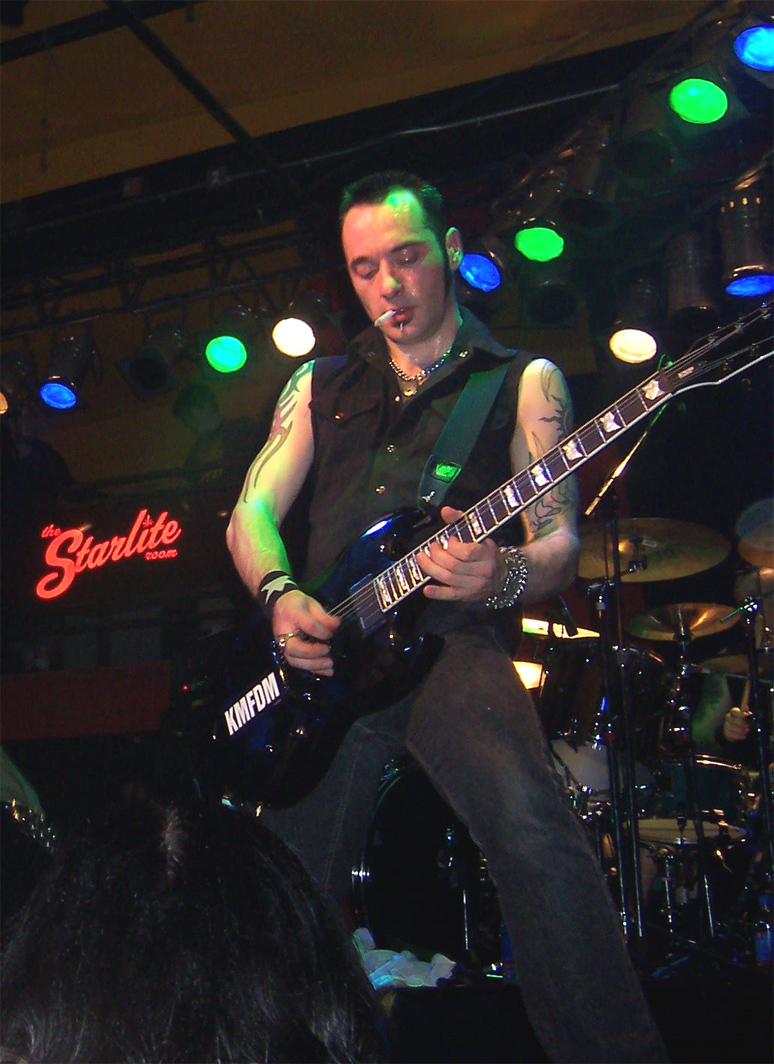
Gitarrist Jules Hodgson bei einem Konzert in Edmonton, Alberta, Kanada 2004

| Jahr | Titel                        | Anmerkungen |
| ---- | ---------------------------- | ----------- |
| 1987 | Kickin’ Ass                  |             |
| 1988 | Don’t Blow Your Top          |             |
| 1989 | More & Faster                |             |
| 1989 | Virus                        |             |
| 1990 | Godlike                      |             |
| 1991 | Split                        |             |
| 1992 | Vogue                        |             |
| 1992 | Money + Bargeld              |             |
| 1992 | Help Us/Save Us/Take Us Away |             |
| 1992 | Sucks                        |             |
| 1993 | A Drug Against War           |             |
| 1994 | Light                        |             |
| 1994 | Glory                        |             |
| 1995 | Juke-Joint Jezebel           |             |
| 1995 | Brute                        |             |
| 1995 | Trust                        | EP          |
| 1996 | Power                        |             |
| 1996 | Rules                        |             |
| 1997 | Megalomaniac                 |             |
| 1998 | MDFMK                        | Remix-EP    |
| 2002 | Boots                        |             |
| 2006 | Ruck Zuck                    | Remix-EP    |
| 2010 | Godlike 2010                 | Remix-EP    |
| 2010 | Light 2010                   | Remix-EP    |
| 2011 | Krank                        |             |
| 2012 | Amnesia                      |             |

## Videoalben
| Jahr | Titel                            | Format |
| ---- | -------------------------------- | ------ |
| 1996 | A Drug Against War               | VHS    |
| 1996 | Juke-Joint Jezebel               | VHS    |
| 1996 | Son of a Gun                     | VHS    |
| 1997 | Megalomaniac                     | VHS    |
| 1997 | Beat by Beat by Beat             | VHS    |
| 2001 | Beat by Beat by Beat             | DVD    |
| 2003 | Sturm & Drang Tour 2002          | DVD    |
| 2004 | WWIII Live 2003                  | DVD    |
| 2005 | 20th Anniversary World Tour 2004 | DVD    |